# 현호

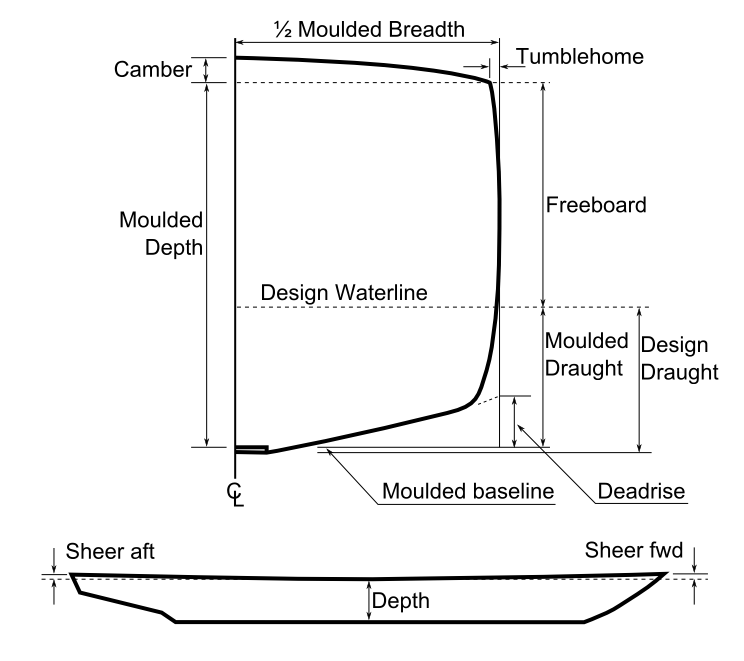
아래의 그림에 Sheer aft(선미현호), Sheer fwd(선수현호)가 나타나있다.

현호(弦弧, Sheer)는 선수에서 선미에 이르는 상갑판의 곡선을 말한다. 일반적으로 선수현호 높이는 선미현호 높이의 2배 정도다. 현호는 능파성을 향상시키고, 예비 부력을 준다. 또, 선박의 미관을 좋게 하기 위한 것이다.